# Burra (Nueva Gales del Sur)
Burra es una localidad australiana situada en el estado Nueva Gales del Sur. Según el censo de 2021, tiene una población de 790 habitantes.

## Historia
El pueblo ngarigo habitó originalmente la zona como parte de sus tierras que se extendían hacia el sur de los Alpes australianos.
El primer campamento europeo se llamó "The Creek", aunque pronto pasó a ser conocido entre los primeros colonos como "The Burra", posiblemente por una palabra aborigen local (por ejemplo, la palabra ngarigo "berra", que significa boomerang).
El primer pastoreo y desbroce de la zona comenzó en las décadas de 1830-60 y se establecieron granjas en el valle de Burra en Warm Corner, KT Park, Burra Station (la estación original del "arroyo"), London Bridge y Lagoon.
En la década de 1920, la población local era lo suficientemente numerosa como para mantener dos clubes de cricket que competían entre sí, uno en el parque de Burra y el otro cerca de Urila.
La subdivisión en zonas más pequeñas comenzó en la década de 1960, a medida que la población de Canberra se expandía, y ha creado las regiones locales, como las que rodean Candy Road, Badgery Road y Plummers Road. En la actualidad la mayor parte de la zona se ha subdividido de este modo.